# Schwanden bei Brienz
Schwanden bei Brienz (tot 1911 officieel in het Duits Schwanden) is een gemeente en plaats in het Zwitserse kanton Bern, en maakt deel uit van het district Interlaken-Oberhasli.
Schwanden bei Brienz telt 582 inwoners.